# Pacciûgo e Pacciûga

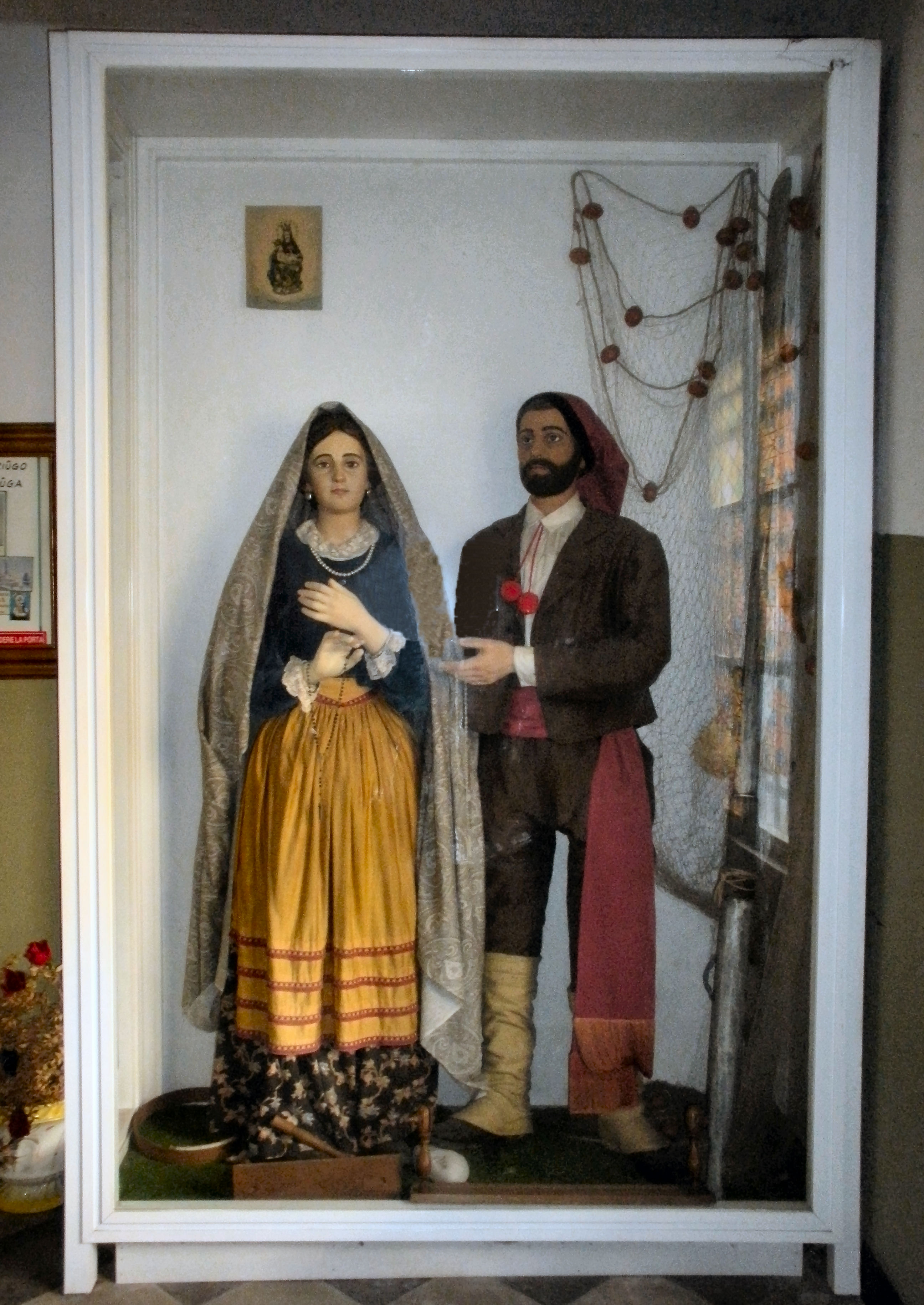
Le statue di Pacciûgo e Pacciûga nel santuario di Santa Maria e San Michele Arcangelo a Coronata

Pacciûgo e Pacciûga sono una coppia di personaggi protagonisti di una delle più antiche leggende popolari a sfondo religioso di Genova.
Sono ricordati in due tele di Marcello Baschenis esposte presso il Santuario di Nostra Signora Incoronata, che custodisce anche due statue, poste in un corridoio laterale.

## La leggenda di Pacciûgo e Pacciûga

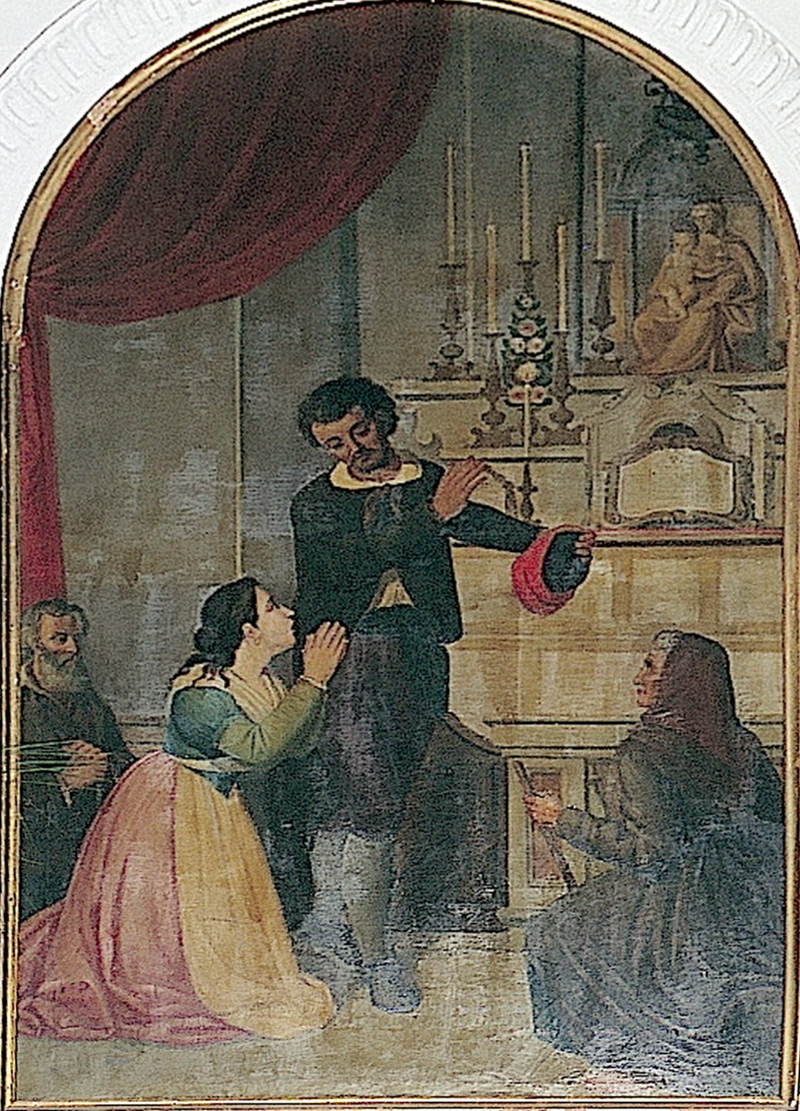
Pacciûgo e Pacciûga in uno dei due dipinti di Marcello Baschenis esposti presso il Santuario di Nostra Signora Incoronata, 1875

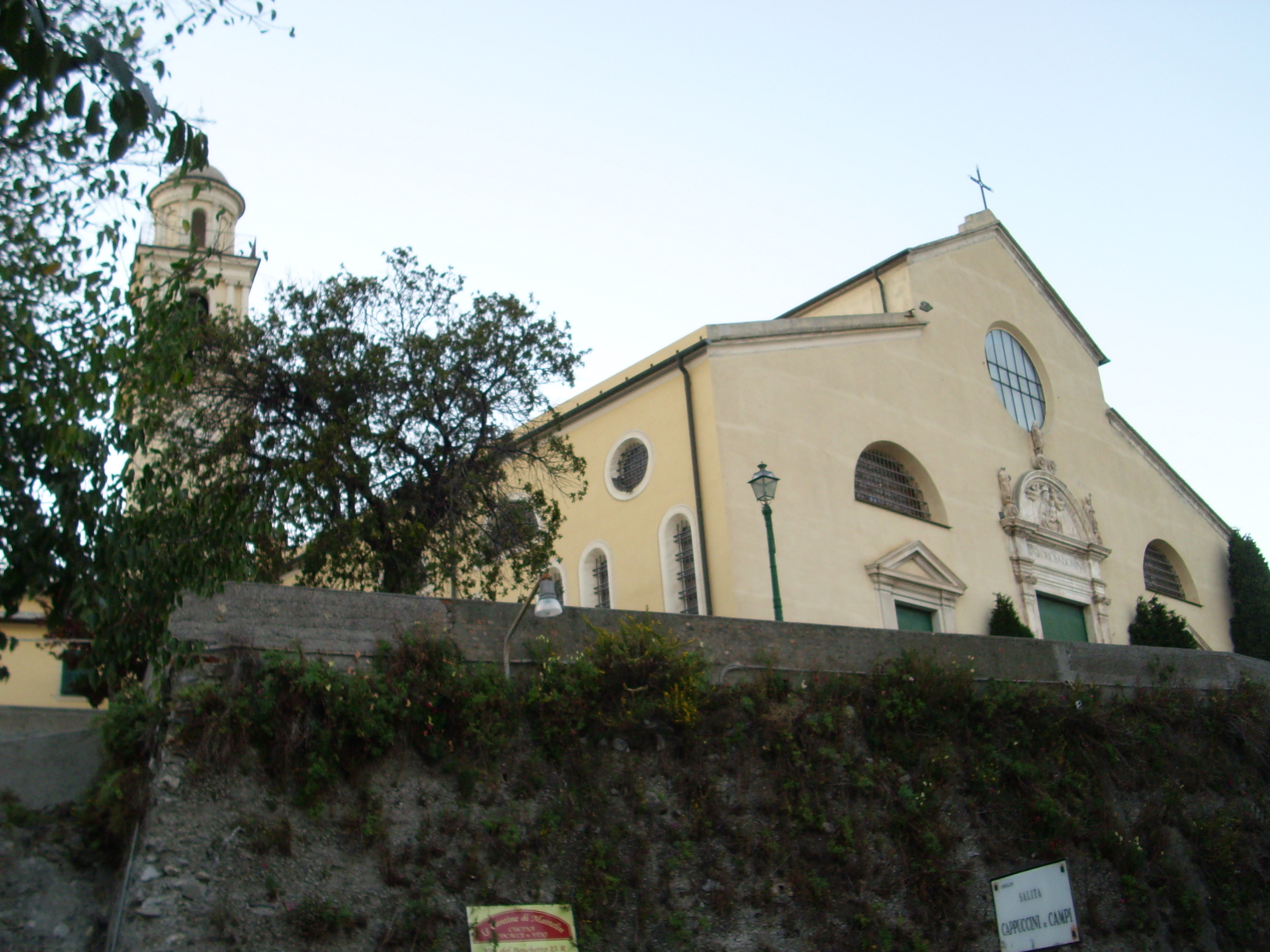
Il Santuario di Santa Maria e San Michele Arcangelo a Coronata

Tali figure rappresentano due sposi vestiti con i tipici costumi genovesi del XVIII secolo, ma la leggenda è ambientata intorno all'XI secolo. Pacciûgo era un marinaio che abitava in via Prè e che aveva sposato una donna buona e devota. Insieme vivevano d'amore e d'accordo ed erano entrambi devoti alla Madonna. Durante un viaggio in mare, Pacciûgo venne fatto prigioniero dai Turchi e condotto in Algeria dove dovette rimanere per ben dodici lunghi anni senza poter far ritorno a casa.
La moglie non pensava che a lui e ogni sabato si recava al santuario della Madonna di Coronata e pregava ardentemente perché il marito tanto amato tornasse a casa. Ma la gente, che la vedeva uscire ogni sabato, cominciava a pensare male di lei e iniziò a mormorare.
Un giorno Pacciûgo riuscì a fuggire e fece ritorno a Genova. Era sabato e la moglie si era recata, come sempre, al santuario a pregare. Quando Pacciûgo giunse, non trovò la moglie e chiese notizie ai vicini cercando di non farsi riconoscere. Ma una vecchina, avendo capito che l'uomo era Pacciûgo ed essendo stata sempre invidiosa dei due sposi, gli disse che Pacciûga tutti i sabati scompariva con la scusa di recarsi al santuario della Coronata a pregare, ma che in verità si incontrava con un uomo.
Sentendo ciò il marinaio fu colto da forte gelosia e senza esitazione si avviò verso Coronata; giunto a metà strada incontrò la moglie che nel vederlo e avendolo immediatamente riconosciuto gli corse incontro abbracciandolo e baciandolo. Pacciûga, asciugandosi poi le lacrime di felicità, iniziò a ringraziare la Madonna che aveva ascoltato le sue preghiere e disse al marito che il sabato seguente sarebbero andati tutti e due al santuario per ringraziarla.
Pacciûgo però non riusciva a togliersi di mente il tarlo della gelosia e così, il giorno dopo, propose alla moglie di fare una gita in barca a Cornigliano e quando furono al largo le domandò spiegazioni sul suo presunto tradimento. Pacciûga, che non si aspettava tale domanda dal marito, rimase un attimo in silenzio e Pacciûgo, interpretando il silenzio della moglie come ammissione di colpevolezza, fuori di sé, la colpì con un coltello e la gettò in mare.
Pacciûgo allora vogò verso riva e scese a Sampierdarena, ma il rimorso per quanto aveva fatto lo perseguitava ed egli si recò al santuario di Coronata per chiedere perdono alla Madonna. Grande fu la meraviglia e la gioia di Pacciûgo quando, entrando in chiesa, vide la sua buona moglie, salva, in ginocchio davanti all'altare che pregava.
Capì allora che la Vergine aveva compiuto quel miracolo perché sapeva che Pacciûga gli era sempre stata fedele e così le corse incontro e la abbracciò con tutto il suo amore.

## Nella cultura di massa
- Pacciûgo e Pacciûga sono entrati a far parte della tradizione anche nelle maschere carnevalesche di Genova.
- Pacciugo è anche il nome di un gelato misto (arricchito con biscotto) frequentemente consumato nelle gelaterie della riviera ligure.
- L'uso del termine fare un pacciûgo a Genova è divenuto sinonimo di fare un pasticcio.